# 45 (numero)
Quarantacinque (cf. latino quadraginta quinque, greco πέντε καὶ τεσσαράκοντα) è il numero naturale dopo il 44 e prima del 46.

## Proprietà matematiche
- È un numero dispari.
- È un numero composto e ha i seguenti sei divisori: 1, 3, 5, 9, 15, 45. Poiché la somma dei divisori (escluso il numero stesso) è 33 < 45 è un numero difettivo.
- È un numero triangolare, un numero esagonale e un numero 16-gonale.
- È un numero idoneo.
- È un numero di Harshad.
- È un numero di Kaprekar.
- È un termine della successione di Mian-Chowla.
- È la somma di due quadrati, 45 = 32 + 62.
- È la sommatoria di 1+2+3+4+5+6+7+8+9=45.
- È parte delle terne pitagoriche (24, 45, 51), (27, 36, 45), (28, 45, 53), (45, 60, 75), (45, 108, 117), (45, 200, 205), (45, 336, 339), (45, 1012, 1013).
- È un numero palindromo nel sistema numerico binario.
- È un numero a cifra ripetuta nel sistema di numerazione posizionale a base 8 (55) e in quello a base 14 (33).
- È un numero congruente.

## Astronomia
- 45P/Honda-Mrkos-Pajdušáková è una cometa periodica del sistema solare.
- 45 Eugenia è un asteroide della fascia principale del sistema solare.
- NGC 45 è una galassia irregolare della costellazione della Balena.

## Astronautica
- Cosmos 45 è un satellite artificiale russo.

## Chimica
- È il numero atomico del Rodio (Rh).

## Simbologia

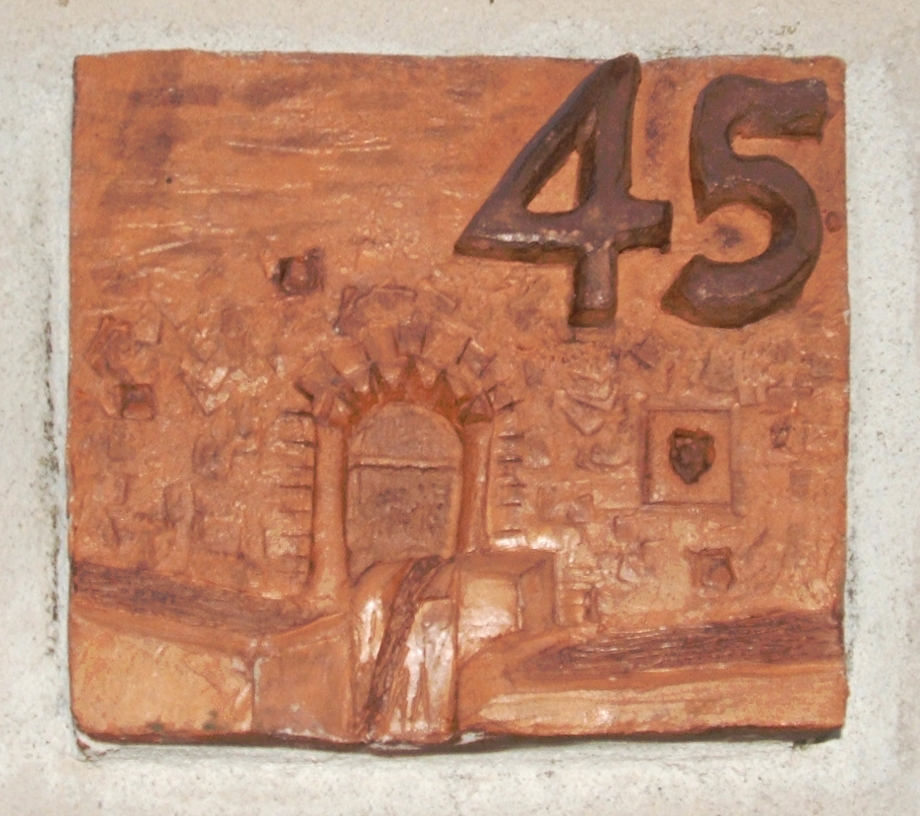
Numero civico 45 ad Alzano Lombardo

- Nel mondo anglosassone è divenuto una sorta di simbolo della libertà di pensiero e di espressione a seguito della vicenda di John Wilkes, perseguitato dal governo inglese per un articolo da lui scritto il 23 aprile 1763 sul n. 45 della rivista The North Briton[1]

### Smorfia
- Nella smorfia il numero 45 è il vino.